# Robo de Norrmalmstorg
El robo de Norrmalmstorg fue un robo bancario con toma de rehenes que ocurrió en Suecia en 1973. Es notorio por dar origen a la situación que posteriormente sería conocida como "síndrome de Estocolmo".

## Sucesos
El 23 de agosto de 1973, Jan-Erik "Janne" Olsson entró en una sucursal del Kreditbanken en Norrmalmstorg, en el centro de Estocolmo. La policía fue alertada inmediatamente y al entrar dos agentes, Olsson les disparó, hiriendo a uno de ellos. Olsson tomó a cuatro rehenes y exigió que se llamase a Clark Olofsson, antiguo compañero de celda y amigo de Olsson, que en ese momento cumplía una condena, más 3 millones de coronas suecas, dos revólveres, chalecos antibalas, cascos y un vehículo.
Olofsson fue llevado y se estableció un enlace de comunicación con los negociadores de la policía. En las conversaciones telefónicas mantenidas con el primer ministro sueco, Olof Palme, Kristin Enmark, portavoz de los rehenes, tomó partido por su secuestrador dijo que se sentía segura con los atracadores, pero temía que la policía pudiera causar problemas utilizando métodos violentos, una reacción psicológica más tarde conocida como el síndrome de Estocolmo.
Los atracadores bloquearon el paso a la cámara acorazada principal junto con los rehenes, pero las puertas a la cámara estaban cerradas. El tercer día, Olsson amenazó con matar a los rehenes si la policía intentaba un ataque con gas y les colocó en el cuello una especie de lazo de modo que se estrangulasen en el caso de un ataque de gas.
Olofsson se paseó por la cámara acorazada y cantó Killing Me Softly de Roberta Flack. El 26 de agosto, la policía perforó un agujero en la cámara acorazada principal desde el apartamento de arriba y tomó una fotografía ampliamente difundida de los rehenes con Olofsson.
A los seis días del robo fallido, el 28 de agosto la policía decidió usar gases lacrimógenos y tras media hora los atracadores se rindieron. Nadie resultó físicamente herido.

## Posthistoria
Janne Olsson fue condenado a diez años de prisión, cumplió su condena y no ha sido condenada por ningún delito similar desde entonces. A mediados de la década de 1990 se mudó a Tailandia.
Clark Olofsson fue declarado culpable de robo en el tribunal de distrito, pero absuelto en el tribunal de apelaciones porque afirmó que sólo intentaba proteger a los rehenes. Desde entonces, ha sido declarado culpable en repetidas ocasiones de delitos violentos, incluso en Dinamarca.
Teniendo en cuenta el largo tiempo transcurrido desde que tuvo lugar el drama de Norrmalmstorg y el hecho de que tanto los ladrones como los rehenes y la policía estaban bajo una gran presión psicológica, es muy difícil saber exactamente qué sucedió realmente en cada situación. Las personas involucradas en el drama que concedieron entrevistas televisivas en 2003 en relación con el 30 aniversario del drama, a veces tenían recuerdos muy diferentes de los detalles del curso de los acontecimientos. Lo más notable fue que las historias de Janne Olsson y Clark Olofsson a menudo diferían mucho y se contradecían entre sí.
Sin embargo, los rumores y especulaciones más persistentes después del drama de Norrmalmstorg han sido los siguientes:
Una o más de las mujeres habrían sido sometidas a algún tipo de abuso cuando gritaron de pánico en relación con la policía que perforaba agujeros en el techo para la bóveda del banco. Sin embargo, muy pronto esto se pudo descartar, ya que en la grabación de sonido, después de haberla "lavado", se podía escuchar que los gritos pedían que la policía "dejara de perforar".
El primer ministro Olof Palme se implicó personalmente en el drama y habló, entre otras cosas, por teléfono con una de las mujeres rehenes, Kristin Enmark. La policía grabó un total de 45 minutos de estas llamadas telefónicas y partes de este material se utilizaron en los juicios posteriores. Sin embargo, 20 minutos de la grabación fueron cortados y desaparecieron sin dejar rastro, dando lugar a muchas especulaciones sobre lo que se dijo durante estas partes de la conversación telefónica. En 2003, Enmark, así como Olsson, Olofsson e Ingemar Krusell confesaron que el motivo de la eliminación fue que Palme le había preguntado a Enmark si no sería agradable "morir en tu puesto".
Clark Olofsson sacó de contrabando una gran cantidad de dinero del banco, a pesar de que el drama terminó cuando él y Janne Olsson se dieron por vencidos y se entregaron voluntariamente a la policía. Las teorías que abundan son que Olofsson se habría metido billetes de 10.000 coronas en el recto y/o había alquilado previamente una caja bancaria en el local y había depositado el dinero allí y/o simplemente había metido los billetes en sobres y los había metido en las cestas del banco para sus salidas de correo. Olofsson admitió en un documental de televisión en 2003 que sacó una gran cantidad de dinero de la bóveda del banco, pero se negó a decir cómo lo hizo. En 2016, el coche de fuga estaba a la venta. Las informaciones sobre si el coche había sido preparado de algún modo por la policía eran diferentes.

## Síndrome de Estocolmo
Un fenómeno famoso del drama de Norrmalmstorg fue el síndrome de Estocolmo, que puede compararse con un fenómeno psicológico en el que una persona en una situación amenazante, como en un drama de rehenes, comienza a simpatizar con el perpetrador y defiende sus acciones. El drama de Norrmalmstorg contenía varios acontecimientos que indican que surgió alguna forma de confianza entre los ladrones y los rehenes. Aquí hay unos ejemplos:
Kristin Enmark defendió a Janne Olsson cuando habló por teléfono con Olof Palme. Dijo que fue la policía la que empezó a disparar y que Olsson sólo se defendió. [ 4 ]
El ambiente durante la llamada telefónica se enfureció cuando Enmark, que estaba persiguiendo a los rehenes, insistió en que se debía permitir a los ladrones y a los rehenes abandonar las instalaciones del banco, sin obstáculos por parte de la policía, y marcharse en el coche de fuga que había sido detenido y conducido al frente. Sin embargo, Olof Palme se negó a aceptar tal cosa porque creía que la situación podría empeorar aún más si se "liberara a esas personas en las carreteras". Kristin Enmark no estuvo de acuerdo con esto, pero consideró que la mejor manera de aliviar la situación habría sido que la policía hubiera cedido a las exigencias del ladrón.
Durante otra llamada telefónica, que fue transmitida en vivo por la radio, Kristin Enmark explicó su razonamiento, afirmando que ella "...no tenía miedo en lo más mínimo ni de Clark ni del otro... lo que yo tengo miedo" es que la policía entra aquí en las instalaciones del banco y empieza a disparar y divertirse... porque entonces entiendes que en tal situación ninguno de nosotros saldrá vivo de aquí, entonces todos moriremos...".
La rehén Kristin Enmark fue entrevistada en Ekot y dijo, entre otras cosas: "No tengo miedo de Clark ni de este otro tipo. Tengo miedo de la policía”. [ 7 ]
Al final del drama, la policía exigió que los rehenes salieran primero de la bóveda y que Olsson y Olofsson fueran los últimos. Sin embargo, los ladrones se negaron a aceptar esto porque temían que la policía los golpeara o les disparara tan pronto como los rehenes, que eran los únicos que podían testificar sobre tal evento, estuvieran fuera de la vista y del oído. El rehén también parecía simpatizar con los ladrones y se negó a salir de la bóveda del banco antes de que salieran Janne Olsson y Clark Olofsson .
En 2018 se realizó el largometraje estadounidense-canadiense Stockholm, que es un largometraje sobre el drama de Norrmalmstorg dirigido por Robert Budreau. La película se proyectó en SVT1 el 21 de agosto de 2023.